# Gunhild Stordalen
Gunhild Anker Stordalen, född Melhus den 15 januari 1979 i Haugesund, är en norsk läkare, filantrop och miljöaktivist. Hon är engagerad i frågor rörande klimatförändringar, kvinnohälsa och djurskydd och ordförande i Stordalen Foundation.

## Biografi
Stordalen är dotter till en läkare och en civilingenjör och växte upp i Muggerud utanför Kongsberg. Enligt en intervju med Dagbladet 2010 växte hon upp i ett icke-materialistiskt och pacifistiskt hem och engagerade sig tidigt för miljöfrågor.
Hon utbildade sig till läkare på Oslo Universitet 2000–2007 med målet att bli kirurg. Under studietiden tjänstgjorde hon som ambulanspersonal, ägnade sig åt sexualupplysning för ungdomar i norska radion NRK och arbetade även som modell parallellt med sina studier. År 2006 mötte hon affärsmannen Petter Stordalen, vilket kom att innebära en omfattande kursändring i hennes karriärsplaner inom läkaryrket. De kom efterhand fram till att de delade samma sorts miljöengagemang och strävan att arbeta för att "rädda världen". År 2010 disputerade hon på doktorsavhandlingen Molecular studies on bone with focus on fracture healing in experimental osteoporosis inom ämnena patologi och ortopedi. Två veckor efter disputationen gifte hon sig med Petter Stordalen.
Paret Stordalens förhållande är ett av de mest omskrivna i norsk skvallerpress. Det blev offentligt 2006 och 2008 friade Petter Stordalen. 40-miljonersbröllopet hölls i Marocko den 12 juni 2010. I det påkostade bröllopet ingick bland annat chartrande av ett flygplan för alla gäster och hyra av hotellet La Mamounias alla rum. Ceremonin förrättades av Bob Geldof. År 2019 skildes paret.
Stordalen är engagerad i styrelserna för bland andra Home Invest, Nordic Choice Art & Design AS och Nordic Choice Hospitality. Hon är vd för GreeNudge-stiftelsen och EAT Forum samt styrelseordförande för Stordalen Foundation.
Hösten 2014 inträffade en dramatisk förändring i hennes liv, då hon insjuknade i den ovanliga men allvarliga autoimmuna sjukdomen diffus kutan systemisk skleros med hudförändringar och påverkan på inre organ. I november 2014 valde hon att genomgå en nyutvecklad, krävande stamcellsbehandling vid universitetssjukhuset i Utrecht. Behandlingens verkan väntas ta några år till slutligt resultat.
Den 28 juni 2016 var hon sommarpratare i Sveriges Radio. I september 2018 kom hennes självbiografiska bok Den stora bilden (originaltitel: Det store bildet) där hon berättar om sin sjukdom och sitt engagemang för en bättre värld. Boken gavs ut i Sverige på Mondial förlag.

## Filantropi och världsengagemang
Stordalen har uttalat att hennes mål är att "förändra världen", och tillsammans med Petter Stordalen grundade hon 2011 den filantropiska stiftelsen The Stordalen Foundation för stöd till forskning och utveckling av miljövänliga lösningar. Stiftelsen kompletterades sedan av ännu en, GreeNudge, för stöd till beteendeforskning för att underlätta för människor att kunna göra mer miljövänliga val i vardagen.
I maj 2014 invigdes hennes nya globala satsning, EAT Forum, med arrangemanget Eat Stockholm Food Forum, en seminarieserie för forskare, politiker, näringslivsledare med flera från 28 länder (däribland Bill Clinton) på temat mat, hälsa och miljö i förening. Detta uppföljdes i september samma år av ett liknande arrangemang, EATx, i New York i samverkan med Förenta Nationerna och dess generalsekreterare Ban Ki Moon. Avsikten är att finna nya lösningar för mat och hälsa för en växande världsbefolkning i samklang med miljön, att göra EAT Forum till en motsvarighet till World Economic Forum, med årligen återkommande seminarier etc och med bas i Stockholm. För sina insatser tilldelades hon år 2014 WWF:s pris Årets miljöhjälte.

### Miljövård
Stordalenstiftelsen fokuserar först och främst på frågor rörande klimatförändringar och stöd till bland andra följande:
- The Rainforest Foundation: Genom ett samarbete mellan Nordic Choice Hotels och norska Regnskogfondet kunde 51 300 hektar regnskog räddas under 2010.[16]
- Zero Emission Resource Organisation (ZERO): Stordalensstiftelsen stödjer den ideella miljövårdsorganisationen Zero, där Gunhild Stordalen även sitter som styrelsemedlem.
- European Climate Foundation: Stiftelsen stödjer the European Climate Foundation (ECF)[17] och Gunhild Stordalen sitter i organisationens övervakande kommitté.
- GreeNudge: I juni 2011 startade paret Stordalen den ideella organisationen GreeNudge, som har som uppdrag att uppmuntra och stödja beteendevetenskapliga undersökningar kopplade till energieffektivitet och klimatändringar,[18] där målsättning är att understödja beslutsfattare att implementera mer hållbara riktlinjer inom sitt verkningsområde.[19]

Utöver sitt engagemang i Stordalenstiftelsen är hon norsk ambassadör för Earth Hour.

### Djurskydd
- Dyrevernalliansen (Norwegian Animal Welfare Alliance):

Stordalen är en förespråkare för djurskydd. Exempelvis vägrade hon göra en intervju med tidningen Elle till dess att de ändrade sin policy rörande päls och hon har proklamerat sin avsky för pälsindustrin vid ett flertal tillfällen. Hon har även ställt upp på modevisningar arrangerade av norska motsvarigheten till Djurens Rätt, Dyrevernalliansen.

### Kvinnohälsa
- Landsforeningen for hjerte- og lungesyke LHL (The Norwegian Heart and Lung Patient Organization):

Stordalen har engagerat sig i flera frågor rörande kvinnohälsa. Hon har bland annat varit taleskvinna för LHL i en kampanj för att öka medvetenheten kring hjärtsjukdomar som drabbar kvinnor. Hon har även gjort allmänheten uppmärksam på ämnet i hennes avhandling, benskörhet, vid flera tillfällen.

### Litterära verk
- Det store bildet. Oslo: Pilar forlag (numera Strawberry Publishing), 2018. Skriven tillsammans med Jonas Forsang.[13]
  - Den stora bilden. Stockholm: Mondial förlag, 2018. Översättning av Öyvind Vågen.[14]

## Publikationer[25]
- Experimental osteoporosis induced by ovariectomy and vitamin D deficient diet does not markedly affect fracture healing in rats. Melhus G, Solberg LB, Dimmen S, Madsen JE, Nordsletten L, Reinholt Acta Orthop. 2007 Jun; 78(3): 393-403.
- Heat-induced retrieval of immunogold labelling for nucleobindin and osteoadherin from Lowicryl sections of bone, Solberg LB, Melhus G, Brorson SH, Wendel M, Reinholt FP. 2006; 37(4):347-54. Epub 2005 Dec 9
- Key bone remodelling markers in the callus of vitamin D depleted ovariectomized rats, Melhus G, Brorson SH, Baekkevold ES, Jemtland R, Andersson G, Reinholt FP
- Levetiracetam, phenytoin, and valproate act differently on rat bone mass, structure, and metabolism. Nissen-Meyer LS, Svalheim S, Taubøll E, Reppe S, Lekva T, Solberg LB, Melhus G, Reinholt FP, Gjerstad L, Jemtland R. Epilepsia. 2007 Oct; 48(10):1850-60. Epub 2007 Jul 18.